# Hans-Peter Friedrich

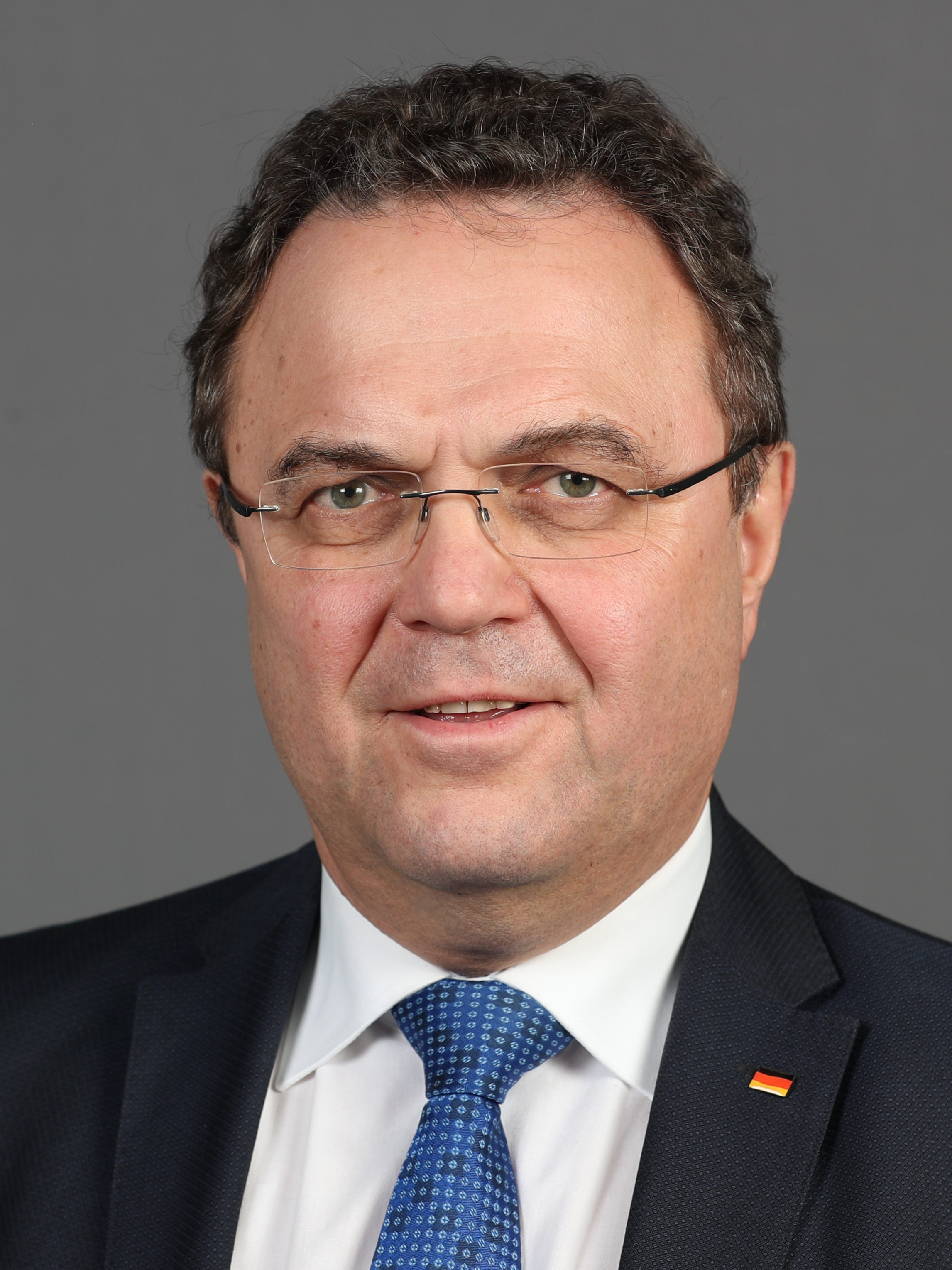
Hans-Peter Friedrich (2020)

Hans-Peter Friedrich (Naila, 10 maart 1957) is een Duits politicus van de CSU.
Van 2005 tot 2011 was Friedrich plaatsvervangend fractievoorzitter van de CDU/CSU-fractie in de Bondsdag. Van 2011 tot 2013 was hij minister van binnenlandse zaken in het tweede kabinet Merkel en aansluitend vanaf 2013 tot 14 februari 2014 minister van voedsel en landbouw in het derde kabinet Merkel. Friedrich zag zich gedwongen af te treden nadat bekend werd dat hij als minister van binnenlandse zaken informatie had doorgespeeld aan de Sozialdemokratische Partei Deutschlands (SPD) over een internationaal politieonderzoek naar SPD-politicus Sebastian Edathy.
- Gemeinsame Normdatei: 132468441
- International Standard Name Identifier: 0000 0000 1985 6045
- Système universitaire de documentation: 181427257
- Virtual International Authority File: 106148995761559750800
- WorldCat: E39PBJtmmxTkbwyJh4rvHT4yVC